# Kilauea (localidad)
Kilauea es un lugar designado por el censo ubicado en el condado de Kauai en el estado estadounidense de Hawái. En el año 2000 tenía una población de 2092 habitantes y una densidad poblacional de 538,6 personas por km².
Kilauea se encuentra ubicado en las coordenadas 22°12′40″N 159°24′35″O / 22.21111, -159.40972.